# TortoiseGit
TortoiseGit은 깃 버전 관리 클라이언트의 하나로, 파일 탐색기로 구현되어 있고 TortoiseSVN에 기반을 둔다. GNU 일반 공중 사용 허가서로 출시되는 자유 소프트웨어이다.
파일 탐색기에서 Git 명령의 컨텍스트 메뉴 항목을 표시하는 것뿐 아니라 TortoiseGit은 Git 작업 트리와 파일의 상태를 표시하는 아이콘 오버레이를 제공한다.
TortoiseGitMerge 유틸리티도 함께 포함되어 있으므로 시각적으로 두 개의 파일을 비교하고 충돌을 해결하는 것이 가능하다.

## 같이 보기
- TortoiseCVS
- TortoiseSVN
- TortoiseHg
- Bazaar (소프트웨어)